# ハリー・ダイヤモンド研究所
ハリー・ダイヤモンド研究所（ハリー・ダイヤモンドけんきゅうじょ、英語: The Harry Diamond Laboratories（HDL） ）は、国立標準局（NBS、現在のアメリカ国立標準技術研究所）兵器開発部として開設され、後にアメリカ陸軍の研究施設となり、第二次世界大戦における近接信管の研究で知られている研究所。
1940年に設立されたが、1962年まで初代所長のハリー・ダイヤモンドの名を冠することはなかった。HDLは1992年に陸軍の7か所の研究所が統合され、新しい陸軍研究所となったうちの1つである。

## 歴史
1940年、国防研究委員会は、海外での戦火の拡大を懸念し、科学者や技術者を集めて、爆弾、ロケット弾、迫撃砲などの非回転式（フィンスタビライズド）弾薬の信管を開発するため、国立標準局（NBS）の兵器開発部門を組織した。このプログラムの技術的な指揮を、1948年に亡くなるまで執ったのは、無線技師のパイオニアであるハリー・ダイヤモンドである。近接信管は1943年1月に初めて戦闘で使用され、後にアメリカ陸軍省は近接信管を軍事的重要性において「第二次世界大戦の傑出した科学的発展の一つ...原子爆弾に次ぐ」と評した。
1952年、兵器開発部門は研究開発（R&D）施設としてNBSから陸軍に移管され、初期のリーダーに敬意を表してダイヤモンド兵器信管研究所（the Diamond Ordnance Fuze Laboratories 、DOFL）と名付けられた。DOFLはプリント回路、鋳造樹脂、流量・温度計測、予備電源、高解像度レーダー、航空ナビゲーションシステム、核影響研究などの分野で大きな貢献をした。
1962年の陸軍再編で、DOFLは企業研究所として陸軍資材司令部（AMC）に直属することになり、1963年には正式にハリー・ダイヤモンド研究所（HDL）と改称された。AMCはその後、エレクトロニクス研究開発司令部（ERADCOM）を下部組織として設置し、HDLは同司令部に所属することになった。HDLはその後、陸軍研究所司令部（LABCOM）に移管された。
1972年、ジャック・アンダーソンは、HDLが「人間の行動の短時間スパン制御」に取り組んでいると報告し、アンダーソンはこれを「SF装置で人間の行動を制御する実験」と特徴付けた。陸軍のスポークスマンは、研究プログラムは群衆統制のための代替方法を検討していると回答した。
1992年、陸軍はHDLを含む既存の7つの陸軍研究所を統合し、陸軍研究所（ARL）を設立した。

## 所在地
1940年、研究所はワシントンD.C.のコネチカット・アベニューとヴァン・ネス・ストリートに面する場所に位置していた。1940年代には、ワシントン北西部の35エーカー (14 ha)の土地で研究を行っていた。
1970年代初頭には、HDLはメリーランド州アデルフィの137エーカー (55 ha)にある近代的な研究施設に入居していた。また、メリーランド州ラプラタ近郊にある1,600-エーカー (6.5 km2)の米軍施設ブロッサムポイントに試験場を、バージニア州ウッドブリッジに研究施設を有していた。
ウッドブリッジの施設は、1990年代に陸軍が電磁パルス試験の中止を決定したため、閉鎖された。1989年、HDLの司令官は、この実験を中止する決定は、主に陸軍がより強力な実験を行う必要性に基づいており、敷地周辺の居住者が多い地域には適切ではなかったと述べている。1997年、580エーカー (2.3 km2)はオッコクアン湾国立野生生物保護区になった。